# فاطمة خير
فاطمة خير (مواليد سنة 1967) هي ممثلة وسياسية ومقدمة تلفزيونية مغربية. شاركت في عدد من الأفلام والمسلسلات التلفزيونية المغربية. وهي زوجة الممثل سعد التسولي. في 2021، حصلت على مقعد برلماني بمجلس النواب في اللائحة التشريعية الجهوية لجهة الدار البيضاء - سطات عن حزب التجمع الوطني للأحرار.

## مسيرتها
بدأت الفنانة فاطمة خير مسيرتها الفنية في العشرينيات من عمرها من خلال مشاركتها في مسلسل وفاء 1988، وبعدها توالت اعمالها الفنية التلفزية والسينمائية، قدمت فاطمة خير برنامج أسر وحلول وبرنامج لالة العروسة بالقناة الاولى. إلى جانب العمل الفني ولجت الفنانة فاطمة خير عالم السياسة بعد حصولها على مقعد برلماني بمجلس النواب في اللائحة التشريعية الجهوية لجهة الدار البيضاء سطات عن حزب التجمع الوطني للأحرار

## أعمالها

### أفلام
- سارق الأحلام، 1994
- نساء... ونساء، 1997
- ياقوت، 2001
- سعيدة، 2002
- قسم رقم 8، 2004
- الأجنحة المتكسرة، 2004
- الركراكية، 2009
- عقاب،2012

### مسلسلات
- أنا ومراتي ونسابي، 1998
- الوصية، 1998
- خلخال الباتول، 2002
- موعد مع المجهول، 2004
- فارس بني مروان، 2004
- الحور العين، 2005
- لبريكاد، 2007
- لبريكاد 2، 2012
- الغالية، 2014
- الماضي لا يموت، 2019
- شهادة ميلاد، 2020

ولاد العم 2021

### مسرحيات
- ما بين البارح واليوم، 2001

## روابط خارجية
- فاطمة خير على موقع IMDb (الإنجليزية)